# Václav Šubert
Václav Šubert (9. července 1825 Kadlín – 21. února 1885 Krabčice) byl český reformovaný kazatel, význačná osobnost probuzeneckého hnutí v evangelické církvi a průkopník a zakladatel diakonické práce na území dnešní České republiky.

## Život
Působil ve sborech ve Vtelně, v Černilově (1850–59), v Praze u Klimenta (1859–62) a v Krabčicích (1862–85).
Roku 1861 založil periodikum Hlasy ze Siona, o rok později založil časopis Hus. Od roku 1870 vydával časopis pro vnitřní misii nazvaný Evangelické listy. Inspirován diakonickým ústavem v německém Kasierswerthu, založil v roce 1864 v Krabčicích evangelický dívčí ústav, sirotčinec a nedělní školu. Datum 1. 11. 1864 je označením vzniku první diakonické/charitativní práce na území České republiky. Roku 1874 stál u zrodu diakonické organizace, jež byla nazvána Evangelická společnost pro dobročinnost křesťanskou (pod názvem Českobratrská společnost pro dobročinnost křesťanskou existovala až do roku 1951).
Jeho teologické postoje a výrazná, pietisticky orientovaná zbožnost byly mimo jiné ovlivněny kontakty s kazatelem Ochranovské jednoty bratrské, Friedrichem E. Kleinschmidtem, který v šedesátých letech 19. století rozvíjel misijní činnost v Dubé.
Roku 1864 byl zvolen superintendentem církve reformované v Čechách, ale vláda nepotvrdila jeho volbu pro jeho vyhraněné národní smýšlení.
Věnoval se komponování duchovních skladeb.

### Dílo V. Šuberta
- Nedělní škola. Přednesl ve valné schůzi "Evanjel. společ. pro dobročinnost křesťanskou" ve Velími dne 8. prosince 1880 Václav Šubert. Praha 1881.
- (spolu s Janem Janatou a Heřmanem z Tardy:) Památka roku slavnostního 1863, tisícileté památky obrácení národu českého na Moravě, Slovensku a v Čechách skrze Cyrila a Metoděje na křesťanství. Praha 1864.
- (vyd.) Apologie druhá stavův království Českého, tělo a krev Pána Ježíše Krista pod obojí spůsobou přijímajících, která, roku 1618 na ospravedlnění Čechův před Evropou od týchž pánův stavův v českém i německém jazyku tiskem vydaná, nyní opět k poučení a oslavení milého národa našeho na světlo vychází. Praha 1862.
- Ty kdo jsi? Kázání, které při své inštalací za duchovního správce evanjelického sboru helvetského vyznání v Krábšicích, v chrámě Páně téhož sboru, dne 19. června 1862 přednesl Václav Šubert. Praha 1862[?].
- Evanjelíkův zármutek, útěcha a žádost za úmrtím Vaceslava Hanky. Kázání konané dne 2. února 1861 v chrámě českého evanjelického sboru h. v. v Praze. Praha 1861.
- (red.) Sbíratel príspěvků v prospěch dobra evanjelické církve v Čechách a na Moravě. Kalendář pro lid evanjelický na rok 1861. Praha 1860.